# بمباران سیترا ۲۰۱۵
در ۲۸ ژوئیه ۲۰۱۵، یک حمله بمب‌گذاری در خارج از مدرسه دخترانه‌ای در سیترا، بحرین صورت گرفت. در این حمله، دو پلیس کشته شدند، یک نفر به شدت مجروح شد و پنج نفر دیگر دچار جراحات جزئی شدند.

## بمب‌گذاری
انفجار به نیروهای پلیس که در حال گشت‌زنی بودند، اصابت کرد. این انفجار باعث کشته شدن دو نفر و مجروح شدن شش نفر دیگر شد. طبق گزارش‌های رسانه‌ای بحرین، مواد منفجره به کار رفته در بمب شباهت زیادی به مواد منفجره‌ای داشت که از ایران قاچاق و توقیف شده بود. ایران هرگونه دخالت در بحرین را رد کرد و خواستار جبهه‌ای متحد در خاورمیانه برای مقابله با تمامی انواع شبه‌نظامیان شد.

## مسئولیت
سرایا المختار ادعا کرد که سرایا وعدالله مسئول این حمله است و در یک پست توییتر به آنها تبریک گفت.

## پیامد
وزارت کشور این بمب‌گذاری را حمله تروریستی خواند و اعلام کرد که عاملان و مظنونان این حمله را دستگیر کرده است.